# Blériot-SPAD S.510
Die Blériot-SPAD S.510 war ein französisches einsitziges Jagdflugzeug.

## Geschichte
1930 schrieb das französische Luftfahrtministerium einen Wettbewerb für ein Jagdflugzeug aus. Blériot stellte zu dieser Ausschreibung die S.510 vor. Sie war der einzige Doppeldecker, der an dieser Ausschreibung teilnahm. In der Folge unterlag er zwar der schnelleren Dewoitine D.500, dennoch orderte die französische Luftwaffe 60 Maschinen dieses Typs nach der Vorführung der guten Manövrierfähigkeit und Steigleistung durch den Piloten Lois Massotte vor dem Luftfahrtminister General Victor Denain. Die Maschinen wurden ab 1935 ausgeliefert.
Unbestätigten Berichten zufolge sollen einige Maschinen im Spanischen Bürgerkrieg auf Seiten der Republikaner geflogen sein. Zu Beginn des Zweiten Weltkrieges war sie veraltet und den deutschen Jagdeindeckern Messerschmitt Bf 109 unterlegen. Sie wurde bereits vorher aus dem Frontdienst gezogen und an Reserveeinheiten und Flugschulen abgegeben. Diese Reserveeinheiten sollten Objektschutz für Städte und Industrieanlagen bieten.

## Konstruktion
Das Flugzeug wurde aus der Versuchsmaschine S.91 entwickelt. Der Prototyp S.510.01 hatte seinen Erstflug am 6. Januar 1933. Die Maschine war, wie alle Maschinen dieser Zeit, in Ganzmetallbauweise. Verwendet wurde Duraluminium und Stahl. Der Rumpf besaß einen ovalen Querschnitt. Unterboden und Motorbereich waren gepanzert. Die Flügel waren stoffbespannt, Ober- und Unterflügel wurden von einem I-förmigen Stiel an seiner tragenden Struktur abgestützt und je mit Querrudern ausgestattet. Nur der Oberflügel war leicht rückgepfeilt. Das Cockpit war offen und lag auf Höhe der Aussparung im oberen Flügel. Um bessere Flugeigenschaften zu erzielen, wurden das starre, freitragende Fahrwerk und die Räder stromlinienförmig verkleidet. Die Bewaffnung wurde nicht mehr am Rumpf, sondern an Unterflügelgondeln angebracht. Das konnte den Zielvorgang erheblich erschweren und begünstigte die Streuung der Geschosse. Der Prototyp besaß noch synchronisierte MGs im Rumpf.

## Technische Daten
| Kenngröße             | Daten                                                                |
| --------------------- | -------------------------------------------------------------------- |
| Besatzung             | 1                                                                    |
| Länge                 | 7,46 m                                                               |
| Spannweite            | 8,84 m                                                               |
| Höhe                  | 3,41 m                                                               |
| Flügelfläche          | 22,0 m²                                                              |
| Rüstmasse             | 1250 kg                                                              |
| max. Startmasse       | 1677 kg                                                              |
| Steigzeit auf 4000 m  | 4:31 min                                                             |
| Höchstgeschwindigkeit | 372 km/h in 4000 m                                                   |
| Dienstgipfelhöhe      | 10.500 m                                                             |
| Reichweite            | 700 km                                                               |
| Triebwerke            | ein Hispano-Suiza 12Xbrs-Reihenmotor mit Frontkühler 690 PS (507 kW) |
| Bewaffnung            | vier 7,5 mm Chatellerault-MGs in Unterflügelgondeln                  |